# Pontoparta hartmanni
Pontoparta hartmanni är en kräftdjursart som beskrevs av Dietmar Keyser 1975. Pontoparta hartmanni ingår i släktet Pontoparta och familjen Candonidae. Inga underarter finns listade i Catalogue of Life.